# Takashi Shimizu
Takashi Shimizu (清水 崇 Shimizu Takashi, nascut el 27 de juliol de 1972) és un cineasta japonès. És conegut sobretot per ser el creador de la franquícia Ju-On i per dirigir quatre de les seves pel·lícules, internacionalment, tant al Japó com als Estats Units. Segons l'estudiós de cinema Wheeler Winston Dixon, Shimizu és "un d'una nova generació de directors de terror japonesos" que prefereix "suggerir l'amenaça i la violència en lloc de representar-ho directament".

## Filmografia
1. Blue Tiger (1994, Script)
2. Last Bronx ~Tokyo Bangaichi~ (ラストブロンクス -東京番外地-) (1997) (Video)
3. Katasumi and 4444444444, històries de Gakkou no kaidan G (学校の怪談G) (lit, "School Ghost Story G") (1998) (TV)
4. Ju-on: The Curse (呪怨) (2000) (Vídeo)
5. Ju-on: The Curse 2 (呪怨2) (2000) (Vídeo)
6. 首吊り気球　伊藤潤二恐怖Ｃｏｌｌｅｃｔｉｏｎ (Vídeo)
7. 心霊ビデオＶ　本当にあった怖い話　恐怖心霊写真館 (Shin rei bideo V: Honto ni atta kowai hanashi - kyoufushin rei shashin-kan) (2000) (Vídeo)
8. 心霊ビデオＶＩ　本当にあった怖い話　恐怖タレント体験談 (Shin rei bideo VI: Honto ni atta kowai hanashi - kyoufu tarento taikendan) (2000) (vídeo)
9. Tomie: Re-birth (富江 rebirth) (2001)
10. Ju-on: The Grudge (呪怨) (2002)
11. Ju-on: The Grudge 2 (呪怨2) (2003)
12. The Grudge (2004)
13. Marebito (2004)
14. Dark Tales of Japan, episodi Blonde Kwaidan, (2004) (TV)
15. The Great Horror Family, sèrie de televisió (2004–2005)
16. Reincarnation, (輪廻 Rinne) (2005)
17. The Grudge 2 (2006)
18. Ghost vs. Alien 03 (2007)
19. Ten Nights of Dream (2006)
20. The Shock Labyrinth 3D (戦慄迷宮3D) (2009)
21. Tormented (2011)
22. Scared of the Dark (2013)
23. Flight 7500 (2014)
24. Kiki, l'aprenent de bruixa (2014), adaptació en imatge real de la novel·la del mateix nom
25. NightCry (2015), tràiler en imatge real del videojoc NightCry, abans conegut com a Project Scissors[2]
26. Resident Evil: Vendetta (Biohazard: Vendetta) (2017, productor executiu)
27. Innocent Curse (こどもつかい) (2017)
28. Howling Village (犬鳴村) (2019)
29. Suicide Forest Village (樹海村) (2021)
30. Homunculus (2021)[3]
31. Ox-Head Village (牛首村) (2022)[4]
32. Immersion (忌怪島) (2023)[5]
33. Sana (ミンナのウタ) (2023)[6]

## Reconeixements
- 2022 — Star Asia Lifetime Achievement Award al 21è Festival de Cinema Asiàtic de Nova York.[7][8]